# 프림로즈
프림로즈(primrose, 학명: Primula vulgaris 프리물라 불가리스[*])는 앵초과의 여러해살이 식물이다. 서남아시아와 캅카스, 유럽, 북아프리카에 분포한다.

## 종내 분류군
- P. v. subsp. atlantica (Maire & Wilczek) Greuter & Burdet
- P. v. subsp. balearica (Willk.) W.W.Sm. & Forrest
- P. v. subsp. rubra (Sm.) Arcang.